# 쿰쿰 바갸
《쿰쿰 바갸》(힌디어: कुमकुम भाग्य, 영어: Kumkum Bhagya)는 2014년부터 현재까지 방영된 인도의 텔레비전 드라마이다. 제인 오스틴의 소설《이성과 감성》을 바탕으로 제작되었다.

## 개요
겸손하고 오해받는 소녀 프라기아의 삶은 그녀의 여동생 불불, 아비 메흐라라는 록스타, 그리고 후자의 여동생이자 친구 사이의 비논리적인 사랑 이야기에 사로잡혀 있다.
Abhi와 결혼하고 언니의 연애 관계를 유지하기 위해 그의 나쁜 성격을 참는 Pragya는 그녀의 시누이 Alia와 Abhi만을 위해 심장이 뛰는 그녀의 라이벌 Tanushree의 추잡함에 직면한다. 후자는 여동생의 호의로 아내와 결혼했다.(Alia는 그의 인생에 대한 사랑 인 Purab이 실제로 Bulbul이었을 때 Pragya와 결혼하기를 원했다고 생각했다). 사랑보다는 Pragya를 사랑하는 법을 배우게 될 것이다. 그에게 사랑을 선언했다. Tanu가 Abhi에게 귀속되는 임신 이야기를 만들어낸 것은 바로 이 순간이다. 결혼 중에 실제로 그녀와 바람을 피웠 기 때문에 그녀는 Abhi의 사랑을 포기하고 Tanu를 그녀의 집에 정착시킨다. 한편, 친구 Purab이 Bulbul과 결혼하게 한 Abhi에게 화가 난 Tanu는 Tanu, Nikhil (Tanu의 아기의 진짜 아버지) 및 그의 사촌 Raj와 교제하여 그를 파멸시킬 계획이다. Pragya는 이 모든 음모를 깨닫고 Abhi에게 진실을 밝히기도 전에 차에 치인다.
20일 후
살아있는 것으로 밝혀진 Pragya는 Abhi의 모든 소지품을 가지고 집으로 돌아온다. 그의 할머니는 그에 대한 음모를 알고 그에게 맡긴 것으로 밝혀졌다. 그녀는 남편의 눈에 가족의 반역자들을 폭로하기 위해 물질주의적인 여성의 성격을 취하고 온 가족을 하인으로 만들며 심지어 아비에 대한 사랑을 부인한다. 아무리 열심히 증거를 찾아도 Alia와 그녀의 성취는 항상 그것을 피하고 계속해서 Abhi를 그녀에 대해 세뇌한다. 그녀의 동료 중 한 명인 불불은 알리아가 저지른 촛대 사고로부터 그녀를 구하려다 목숨을 잃는다. 그러나 타누가 아기를 잃었기 때문에 그녀의 적들도 이 갈등을 무사히 피하지 못했다.
아비는 죽은 사람이 자신의 아기라고 믿고 프라야를 공격하고 그녀를 거부한다. 그러나 다행스럽게도 Pragya는 단순히 그와 대화함으로써 그에게 진실을 직접 보여준다. 그들이 화해하면서 Tanu가 보낸 Nikhil은 Pragya의 차 브레이크를 끊어 Abhi가이 함정에 빠지도록한다. 물론 그는 살아남지만, 이 쇼가 시작될 때부터 그의 기억은 지워진다.
1년 후
Pragya는 Abhi가 더 이상 그녀 또는 그녀의 공모자들의 악행을 기억하지 못하기 때문에 Abhi와 헤어져야했다. 타누가 그에게 다가가려고 애쓰는 동안 아비는 다름 아닌 프라기야인 그의 새 비서 니히타에게 애정을 느낀다. 한편 Purab은 Disha와 함께 Haryana에서 다시 사랑을 찾는다. 두 커플은 결국 결혼하고 Abhi는 기억을 되찾았지만 Nikhil이 Pragya를 쏘고 그녀를 댐에서 던지기 위해 보낸 괴짜들에게만 해당된다.
1개월 후
Abhi를 제외하고 모두 Pragya가 죽었다고 생각한다. 그는 타누와 알리아를 집 밖으로 내쫓지만, 자신도 모르게 아내 무니와 닮은 사람을 데려오자 그들은 다시 돌아온다. Pragya는 살아서 집으로 돌아 왔지만 Muni의 존재를 알아 차린다. Muni는 조카를 납치 한 Alia와 Tanu에게 화가 났기 때문에 두 사람은 장소를 바꾸기로 결정했다.
Pragya가 마침내 집으로 돌아오고 Muni가 가족을 구하는 동안 암살자가 Abhi 주변에 숨어 있기 때문에 문제는 멈추지 않는다. 그 사람은 심지어 그의 비서인 시모니카(Simonika)로 고용되기도 했다. Pragya는 잃어버린 여동생 Preeta의 도움으로 남편을 Simonika에게 살인 혐의로 유죄를 선고하더라도 남편을 구한다. 그녀의 최근 범죄에서 Simonika는 Abhi의 할머니를 죽였고 Pragya는 충분히 조심하지 않았다는 비난을 받았다.

## 깁스
기본
- Sriti Jha(Pragya Arora Mehra 역): Sarla와 Raghuveer의 장녀; Preeta, Bulbul 및 Srishti의 여동생; 아비의 아내; Kiara, Prachi 및 Rhea의 어머니; Khushi와 Poorvi의 할머니 (2014–2021, 2023)

- Shabir Ahluwalia(Abhishek "Abhi" Mehra 역의): Santoshi와 Prem의 아들; 알리아의 형제; Raj와 Akash의 사촌; Pragya의 남편; 타누의 전남편; Kiara, Prachi 및 Rhea의 아버지; Khushi와 Poorvi의 할아버지 (2014–2021, 2023)

## 반응
비판적 반응
시간의 시험을 견디고 언어의 경계를 넘은 쇼를 축하한다. Kumkum Bhagya 에게 주신 모든 사랑에 대해 전 세계에서 온 여러분 모두에게 큰 감사를 드린다. 어디에서 방영됐든, 어떤 언어로든 상관없다. 지난 5년 동안 여러분에게 즐거움을 선사해 주신 데 대해 우리 팀은 진심으로 감사드린다.
—  Shabir Ahluwalia가 5년 동안 시리즈를 완성했다.
이 쇼는 출시된 지 불과 몇 주 만에 모든 GEC에서 가장 많이 본 프로그램 상위 5위에 올랐다. 2014년 가장 큰 소설 출시로 선전되었다. 이 연재물은 인도 여성들 사이에서 매우 인기가 있다. [ 인용 필요 ] 이 쇼는 또한 Star Plus 의 같은 슬롯에서 방영된 오랜 힌디어 GEC 리더인 Diya Aur Baati Hum 과 힘든 싸움을 벌였다.
Kumkum Bhagya의 재방송은 2017년부터 Zee Anmol 에서 초연되었으며 Zee Anmol이 FTA 였을 때 BARC 농촌 차트에서 높은 평가를 받았다. DD Free Dish 로의 복귀로 인해 2020년 6월 10일부터 에피소드 1부터 다시 네트워크에서 실행되기 시작했다.
이 쇼는 또한 서아프리카인들에게도 공감을 불러일으켰다. 배우 Kartik Aaryan 도 폐쇄 기간 동안 쇼를 시청했다.